# Der Ring des Polykrates (Oper)
Der Ring des Polykrates, op. 7, ist eine heitere Oper in einem Akt von Erich Wolfgang Korngold nach einem von Julius Korngold, dem Vater des Komponisten, überarbeiteten Libretto von Leo Feld, dem das gleichnamige Bühnenwerk von Heinrich Teweles zugrunde liegt.

## Geschichte
Korngold war schon im Alter von 10 Jahren auf der Suche nach einem Opernstoff und war dabei auf das Lustspiel Der Ring des Polykrates von Heinrich Teweles nach einem Text von Friedrich Schiller gestoßen. 1913 hatte sich der junge Komponist für das Thema entschieden und bereits 1914 die Partitur vollendet. Weil das Werk zu kurz war, um allein aufgeführt zu werden, fand die Uraufführung erst am 28. März 1916 als zweiter Teil des Abends nach Violanta, der zweiten Oper von Korngold, statt.

## Orchesterbesetzung
- Holzbläser: drei Flöten (3. auch Piccolo), zwei Oboen (2. auch Englischhorn), zwei Klarinetten, zwei Fagotte, Kontrafagott
- Blechbläser: drei Hörner, zwei Trompeten, Posaune
- zwei Pauken, Schlagzeug: Glockenspiel, Xylophon, Triangel, kleine Trommel, große Trommel, Stäbchen, Rute, Becken, Tamtam
- Celesta
- Harfe
- Streicher

## Besetzung der Uraufführung
| Rolle                                      | Stimmlage | Premierenbesetzung 28. März 1916 (Dirigent: Bruno Walter) |
| ------------------------------------------ | --------- | --------------------------------------------------------- |
| Wilhelm Arndt, Hofkapellmeister            | Tenor     | Karl Erb                                                  |
| Laura, seine Frau                          | Sopran    | Maria Ivogün                                              |
| Florian Döblinger, Paukist and Notenkopist | Tenor     | Franz Gruber                                              |
| Lieschen, Lauras Bedienstete               | Sopran    | Irene von Fladung                                         |
| Peter Vogel, Wilhelms Freund               | Bass      |                                                           |

## Inhalt
An einem Herbstnachmittag des Jahres 1797 in der Stube im Stil des ausgehenden 18. Jahrhunderts in einer kleinen sächsischen Residenz versichern einander Florian und Lieschen ihres gegenseitigen Heiratswunsches. Wilhelm und Laura, zwei glückliche Eheleute, freuen sich über die Beförderung von Wilhelm zum Hofkapellmeister. Wilhelms Freund Peter Vogel, dem auf der Reise Papiere und Geld gestohlen wurden, kündigt in einem Brief seinen Besuch an und bittet, ihn auf einer Poststation auszulösen. Während das Gästezimmer für den angekündigten Besuch vorbereitet wird, vertieft sich Laura in ihr Tagebuch, in dem sie seinerzeit ihre kurze Jugendschwärmerei für Vogel festgehalten hat.
Vogel trifft ein und betrachtet zunächst allein die Behaglichkeit der Wohnung von Wilhelm, wobei ihm sein Unglück bewusst wird. Das folgende Gespräch mit Wilhelm hat Vogels Pech und Wilhelms Glück zum Gegenstand. Vogel beruft sich auf die Ballade Der Ring des Polykrates von Friedrich Schiller, um Wilhelm zur Besänftigung der Götter ein selbst vor dessen Eheglück nicht haltmachendes Opfer abzuringen. Wilhelm sucht daraufhin Streit mit Laura, fragt nach ihrer Treue und macht ihr Vorwürfe, sodass Laura ihre Ruhe nicht länger bewahren kann. Nun stellt auch Florian sein Lieschen auf die Probe, indem er mit allen Mitteln versucht, seinen Herrn zu imitieren, was Lieschen für die Wunderlichkeiten eines Betrunkenen hält. Wilhelm und Laura werden Zeugen dieser Nachahmung, wodurch ihnen ihr gegenseitiges Missverständnis bewusst wird. Florian und Lieschen erhalten im Zuge der glücklichen Aufklärung dieses Missverständnisses die Heiratserlaubnis, während Vogel als Götteropfer benannt und als Störenfried des Glücks unsanft vor die Tür gesetzt wird.